# Marie-Reine Hassen
Marie-Reine Hassen, née le 14 juillet 1954, à Alindao (Basse-Kotto), est une économiste et femme politique centrafricaine.

## Biographie

### Famille et enfance
Marie-Reine Hassen est née d’un père français, Clément Hassen, ancien administrateur civil de la France en Outre-Mer nommé ministre du gouvernement de David Dacko, et d’une mère centrafricaine, institutrice et l’une des premières de la Centrafrique.
À la suite du coup d’État perpétré par Jean-Bedel Bokassa en 1966, le père de Marie-Reine fut emprisonné. À sa sortie de prison en 1972, le dictateur le nomme secrétaire général à la Présidence de la République, mais Clément Hassen ne tarde pas à lui faire faux bond. En représailles, sa famille fut interdite de sortie du territoire, puis emprisonnée en 1974. Enfermé pendant six ans, il s’enfuit  lors d’une visite en France. Le reste de sa famille tente de s’enfuir au Cameroun mais est capturée et emprisonnée à la prison de Ngaragba  Deux ans plus tard, Marie-Hassen est mariée de force à Bokassa mais réussit à s’échapper, après deux ans et demi, feignant la folie.
En 1978, elle parvient à se libérer et rejoint sa famille en France.

### Formation et débuts
Elle étudie les relations internationales (ILERI) en France et aux États-Unis.
En 1984, elle prend la direction générale du Conseil centrafricain des chargeurs en RCA. En 1987, elle rejoint le cabinet de consultants Louis Berger International Inc. Em 1989, elle part travailler en Italie, puis retourne aux États-Unis fonder une famille et reprendre ses études. À la fin des années 1990, elle effectue des stages à la Banque mondiale où son mari travaille, et dirige une task force pour le NEPAD dans les années 2000. Elle devient ensuite ambassadrice de la Centrafrique à Dakar, au Sénégal,.

### Carrière politique
En 2006, elle entre au gouvernement centrafricain, où elle occupe les postes de ministre déléguée aux Affaires étrangères de 2006 à 2006, ministre déléguée à l’Économie, du Plan et de la Coopération internationale de 2007 à 2008, et ministre déléguée au Développement régional de 2008 à 2009,. En octobre 2009, à la suite d'une tentative d'assassinat sur sa personne en juin, elle quitte le gouvernement et s'exile en France.
En 2010, elle se porte candidate à l’élection présidentielle face au président François Bozizé,. En 2015, pour la seconde fois, elle se déclare candidate à l’élection présidentielle ainsi qu’aux législatives en République centrafricaine. En octobre 2019, elle annonce sa candidature à la présidentielle centrafricaine de 2020.
En novembre 2017, elle cofonde la coalition Siriri avec Séléka Moustapha Saboune.

## Autres fonctions
- Depuis 2011 : membre du Chartered Management Institute à Londres[7]